# Medalha do Jubileu "Quarenta Anos de Vitória na Grande Guerra Patriótica 1941–1945"

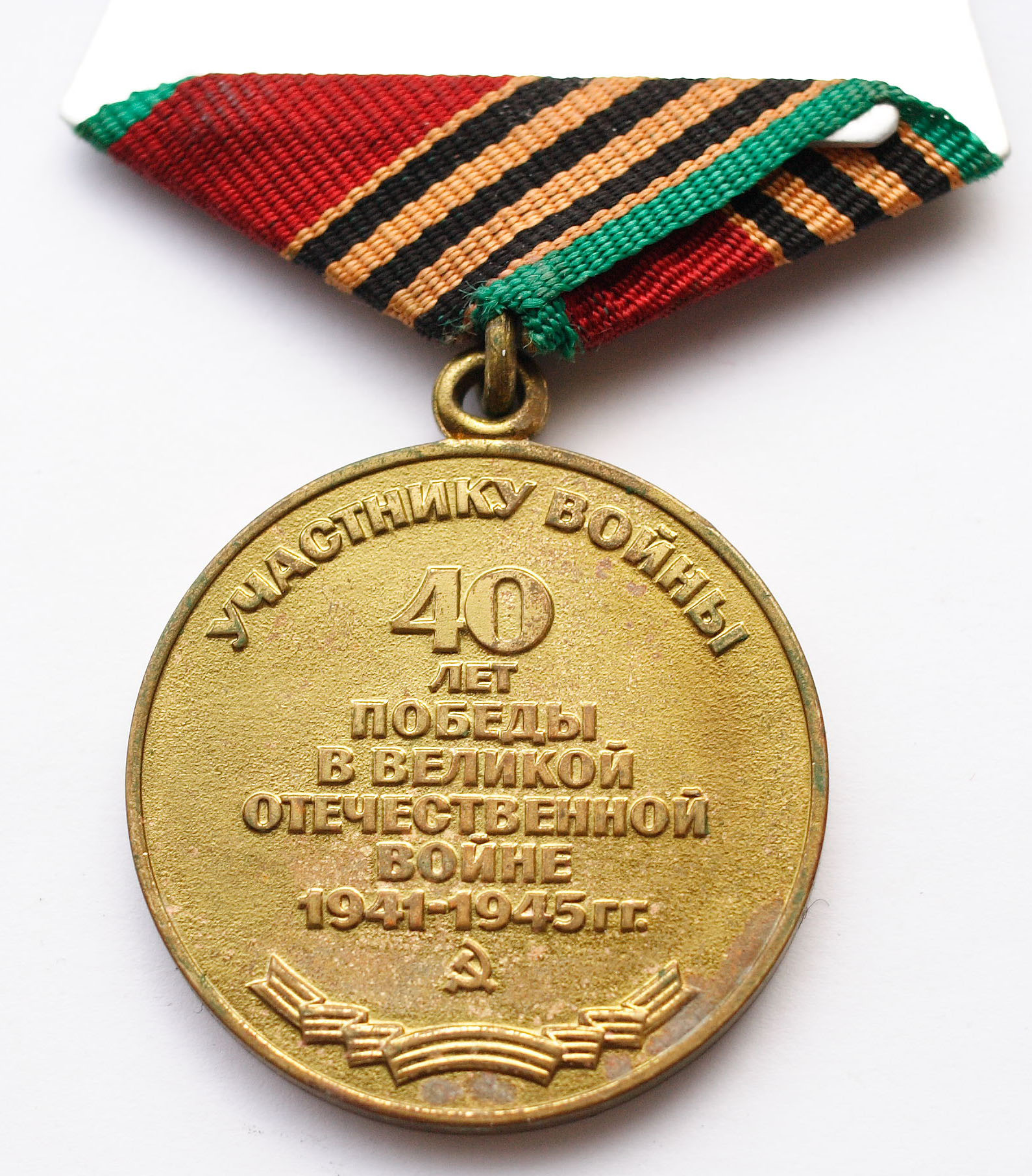
Reverso da Medalha do Jubileu "Quarenta Anos de Vitória na Grande Guerra Patriótica 1941–1945"

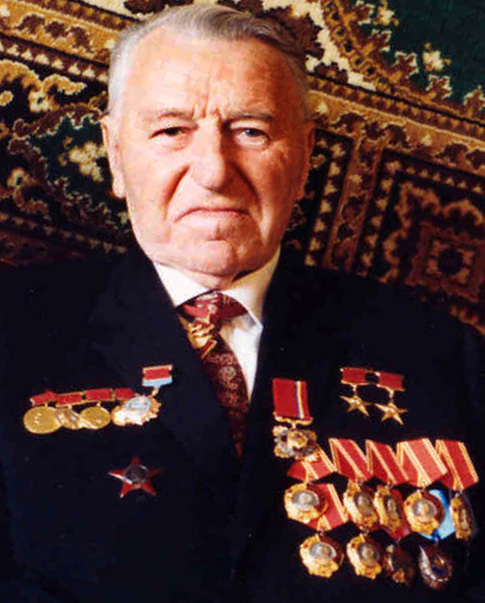
O renomado engenheiro Sergey Afanasiev, ganhador da Medalha do Jubileu "Quarenta Anos de Vitória na Grande Guerra Patriótica 1941-1945"

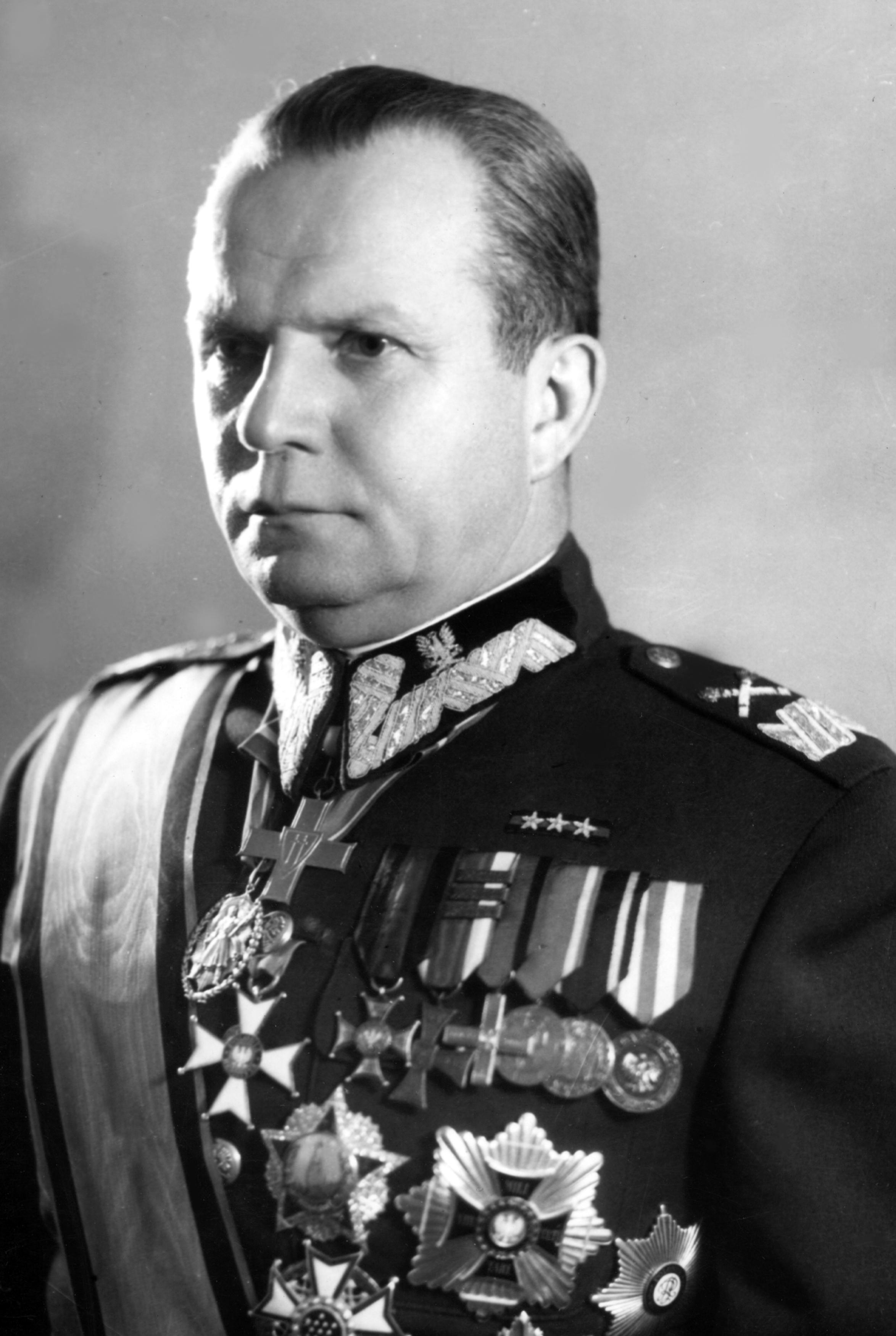
General polonês Michał Rola-Żymierski, ganhador da Medalha do Jubileu "Quarenta Anos de Vitória na Grande Guerra Patriótica 1941-1945"

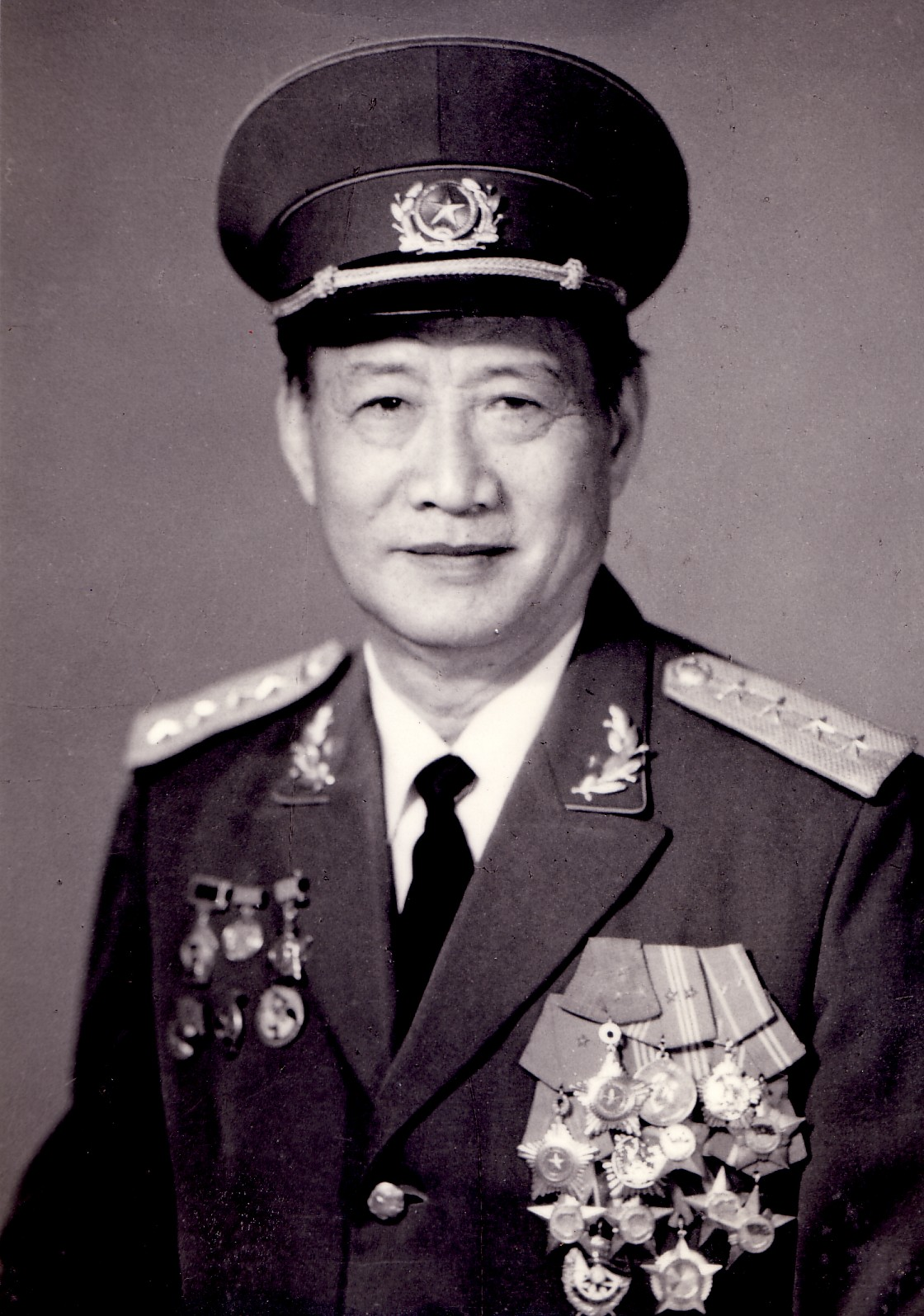
General vietnamita Hoàng Văn Thái, ganhador da Medalha do Jubileu "Quarenta Anos de Vitória na Grande Guerra Patriótica 1941-1945"

A Medalha Jubileu "Quarenta Anos de Vitória na Grande Guerra Patriótica 1941-1945" (em russo: Юбилейная медаль «Сорок лет Победы в Великой Отечественной войне 1941—1945 гг.») foi uma medalha comemorativa estatal da União Soviética estabelecida em 12 de abril de 1985, por decreto do Presidium do Soviete Supremo da URSS  para comemorar o quadragésimo aniversário da vitória soviética sobre Alemanha Nazista na Grande Guerra Patriótica.

## Estatuto da Medalha
A Medalha do Jubileu "Quarenta Anos de Vitória na Grande Guerra Patriótica de 1941-1945" foi concedida a:  
- todos os militares e civis das Forças Armadas da URSS que participaram da Grande Guerra Patriótica de 1941-1945 , aos partidários da Grande Guerra Patriótica, ao pessoal das Forças Armadas da URSS, bem como a quaisquer outras pessoas que receberam a Medalha "Pela Vitória sobre a Alemanha na Grande Guerra Patriótica de 1941-1945" ou a Medalha "Pela Vitória sobre o Japão"
- aos trabalhadores da frente interna, que foram premiados por seu trabalho dedicado durante a Grande Guerra Patriótica com as Ordens da URSS, a Medalha "Pelo Trabalho Valente na Grande Guerra Patriótica 1941-1945" ou outras medalhas da URSS, como "Pela Defesa de Leningrado", "Pela Defesa de Moscou", "Pela Defesa de Odessa", "Pela Defesa de Sebastopol", "Pela Defesa de Stalingrado", "Pela Defesa de Kiev", "Pela Defesa do Cáucaso", "Pela Defesa do Transártico Soviético". [1]

A medalha foi concedida em nome do Presidium do Soviete Supremo da URSS por comandantes de unidades militares, formações, chefes de agências, instituições; por comissariados militares republicanos, territoriais, regionais, distritais ou municipais, o Conselho Supremo da União e repúblicas autônomas, os comitês executivos dos sovietes regionais, provinciais, distritais, distritais e municipais. 
A Medalha do Jubileu "Quarenta Anos de Vitória na Grande Guerra Patriótica 1941-1945" era usada no lado esquerdo do peito e na presença de outras ordens e medalhas da URSS, era localizada imediatamente após a Medalha do Jubileu "Trinta Anos de Vitória na Grande Guerra Patriótica 1941-1945".  Se usada na presença de ordens e medalhas da Federação Russa, estas últimas têm precedência. 

## Descrição
A Medalha do Jubileu "Quarenta Anos de Vitória na Grande Guerra Patriótica 1941–1945" era uma medalha circular de latão de 32 mm de diâmetro. No anverso ao fundo, fogos de artifício em ambos os lados da Torre do Salvador do Kremlin dentro do contorno em relevo de uma grande estrela de cinco pontas posicionada ligeiramente fora do centro à direita; os pontos inferiores da estrela sobrepostos à imagem em relevo de ramos de louro ao longo da circunferência inferior da medalha subindo até a metade de ambos os lados; no centro inferior subindo três quartos do caminho, a imagem em relevo de um soldado segurando uma metralhadora, seu braço direito no ar, à sua direita, uma trabalhadora e à sua esquerda, um fazendeiro coletivo. Na parte superior, em ambos os lados da torre sobrepostos ao contorno da estrela, o relevo proeminente data "1945" e "1985". No reverso, ao longo da circunferência superior da medalha, a inscrição em relevo "PARTICIPANTE DA GUERRA" (russo: «УЧАСТНИКУ ВОЙНЫ») ou "PARTICIPANTE NA FRENTE DO TRABALHO" (russo: «УЧАСТНИКУ ТРУДОВОГО ФРОНТА»), no centro, a inscrição em relevo em sete linhas "40 Anos de Vitória na Grande Guerra Patriótica de 1941–1945" (russo: «40 лет Победы в Великой Отечественной войне 1941—1945 гг.»). Na parte inferior, a imagem em relevo da foice e do martelo sobre uma fita de São Jorge. Nas medalhas cunhadas para homenagear estrangeiros, as inscrições reversas "PARTICIPANTE DA GUERRA" ou "PARTICIPANTE NA FRENTE DO TRABALHO" foram omitidas.  As que não tinham inscrições seriam concedidas a líderes estrangeiros.
A medalha foi fixada a uma montagem pentagonal soviética padrão por um anel através do laço de suspensão da medalha. A montagem foi coberta por uma fita moiré de seda vermelha de 24 mm de largura com listras verdes de 2 mm nas bordas. No lado esquerdo, contra a faixa da borda, a Fita de São Jorge de 10 mm de largura. 

## Destinatários (lista parcial)
Esta medalha foi concedida não apenas a cidadãos da URSS, mas também a estrangeiros. 
Os indivíduos abaixo foram todos recipientes da Medalha do Jubileu "Quarenta Anos de Vitória na Grande Guerra Patriótica 1941-1945". 

### Cidadãos da URSS
- Almirante da Frota Sergey Gorshkov
- Marechal da União Soviética Sergey Akhromeyev
- Marechal da União Soviética Sergei Sokolov
- Designer de foguetes Boris Chertok
- Atriz Elina Bystritskaya
- Marechal da Federação Russa e Ministro da Defesa Igor Sergeyev
- Piloto de combate da Segunda Guerra Mundial Major Natalia Meklin
- Músico Bahram Mansurov
- Escultor Lev Kerbel
- Piloto de caça da Segunda Guerra Mundial Major Vasily Afonin
- Secretário Geral do Partido Comunista da União Soviética Mikhail Gorbatchov
- Marechal da Aviação Alexander Pokryshkin
- Major General Vladimir Ilyushin
- Capitão e autor Vasil Bykaŭ
- Coronel General Pavel Kurochkin
- Coronel General Leonid Sandalov
- Coronel Ilya Starinov
- Tenente Coronel Vasily Afonin
- Capitão de 1ª classe Ivan Travkin
- Tenente General Galaktion Alpaidze
- Cientista Yuri Yappa

### Destinatários estrangeiros
- Suboficial Chefe Bill Stone (Reino Unido)
- General e Presidente Wojciech Jaruzelski (Polônia)
- Marechal Michał Rola-Żymierski (Polônia)
- Reverendo Laurie Biggs (Austrália)
- Oficial da Marinha Mercante dos Estados Unidos Romuald Paul Holubowicz (EUA/Reino Unido)
- Oficial de navegação da Marinha Mercante dos Estados Unidos Carl M. Metzger (Estados Unidos)
- Suboficial Chefe Bill Boddy
- Edward Makuka Nkoloso (Zâmbia) [4]
- Marinheiro Mercante dos Estados Unidos Herbert Fred Bennett (Estados Unidos)
- Chefe de Gabinete Hoàng Văn Thái (Vietnã)
- Sargento Victor Miller (Austrália) [5]
- Tenente Lionel Dennis Hook (Reino Unido)
- Chefe ERA William Peel Marinha Real (Reino Unido)
- Presidente Ferdinando Marcos (Filipinas) [6]
- Major General Yordan Milanov (Bulgária)
- Soldado Piotr Fyodor Krakowski (Estados Unidos)
- Marinheiro Mercante dos Estados Unidos Donald A. Paschal (Estados Unidos)